# Панель GNOME
Панель GNOME — гибко настраиваемая панель задач и средство запуска приложений для среды рабочего стола GNOME. Является одной из основных частей GNOME.

## Внешний вид
Обычно GNOME по умолчанию содержит две панели (одна сверху, другая снизу рабочего стола), в полную ширину экрана.
Верхняя панель обычно содержит навигационные меню «Приложения» (англ. Applications), «Переход» (англ. Places), и «Система» (англ. System). В этих меню находятся ссылки на наиболее используемые программы, элементы файловой системы, а также различные настройки и утилиты для администрирования. Также на верхней панели обычно находятся часы с календарём и область уведомлений.
На нижней панели по умолчанию располагаются кнопка для сворачивания всех окон, переключатель рабочих столов и список окон.

## Настройка
Эти панели можно дополнить другими полностью настраиваемыми меню и кнопками, строкой поиска, значками программ, в том числе особыми иконками (англ. launchers), напоминающие по функциональности значки быстрого запуска в панели задач Microsoft Windows. Также есть возможность автоскрытия панели либо скрытия панели при нажатии на кнопки на ней.
Панели гибко перенастраиваемы: любую из них можно переместить на другую сторону рабочего стола (в том числе слева и справа), изменить длину, убрать, или настроить по-другому. Например, пользователи, привыкшие к Microsoft Windows, могут вместо трех меню, обычно находящихся на верхней панели, поместить одно, аналогичное Меню «Пуск» в Windows на нижнюю панель, переместить область уведомлений на привычное для них место и наконец совсем убрать верхнюю панель, чтобы сконфигурировать панель GNOME подобно панели задач в Windows.